# Spécification technique d'interopérabilité
 (mai 2008).
Si vous disposez d'ouvrages ou d'articles de référence ou si vous connaissez des sites web de qualité traitant du thème abordé ici, merci de compléter l'article en donnant les références utiles à sa vérifiabilité et en les liant à la section « Notes et références ».
Une spécification technique d'interopérabilité (abrégé en STI) est un texte prévu par la directive européenne 2016/797 adoptée par le Parlement européen et le Conseil de l'Union européenne relative à l'interopérabilité du système ferroviaire européen selon la procédure législative ordinaire.
Cette directive dispose que le système ferroviaire est découpé en 8 sous-systèmes :
1. L'infrastructure
2. L'énergie de traction
3. Le contrôle-commande et la signalisation au sol
4. Le contrôle-commande et la signalisation à bord
5. Le matériel roulant
6. Exploitation et gestion du trafic
7. Entretien
8. Applications télématiques aux services des passagers et au service du fret.

Elle dispose également qu'une spécification technique d'interopérabilité (STI) est rédigée pour chaque sous-système.
Ces STI déclinent les exigences essentielles, qui figurent dans les directives européennes mentionnées plus haut, sur des cas précis et définissent un ensemble d'exigences techniques qui s'appliquent aux nouveaux sous-systèmes mis en service.
Ces exigences constituent un ensemble de conditions nécessaires pour une mise en service mais ces conditions ne sont généralement pas suffisantes pour garantir la sécurité, c'est pourquoi elles doivent être complétées de quelques mesures supplémentaires.
Elles ne couvrent pas tous le champ des prescriptions réglementaires, mais, pour les champs qu'elles couvrent, elles prévalent sur les textes nationaux.

## Base juridique
À la parution des premières STI, leurs bases juridiques étaient encore séparées: une pour l'interopérabilité du système ferroviaire à grande vitesse (directive 96/48/CE de la Communauté européenne) et une pour l'interopérabilité du système ferroviaire conventionnel (directive 2001/16/CE de la Communauté européenne).
Les matières couvertes par ces deux directives ont été fusionnées et regroupées au sein de la directive 2008/57/CE de la Communauté européenne, qui, pour sa part, a été relayée par la directive 2016/797/UE de l'Union européenne.
La directive 2008/57/CE a été abrogé en date du 16 juin 2020, date à laquelle la nouvelle directive 2016/797/UE a fallu être transposée en droit national.

## Rédaction et approbation
Les STI sont élaborées par l'agence ferroviaire européenne sur mandat de la commission européenne. Le groupe de travail constitué comprend des membres des autorités nationales de sécurité et des membres des organisations représentatives du secteur.
Une fois finies, elles sont soumises à l'avis du comité des États membres avant de faire l'objet d'une décision de la commission. Elles sont ensuite traduites dans les Langues officielles de l'Union européenne avant d'être notifiées aux États membres.

## Transposition en droit français
La directive interopérabilité est transposée en droit français par le décret 2019-525.
Les STI adoptées sous forme de décision par la commission sont transposées systématiquement par arrêtés (plus précisément par l'arrêté du 19 mars 2012). Les STI adoptées sous forme de règlements par la commission sont directement applicables par tous.